# Герб Чаду
Герб Чаду був прийнятий в 1970 році. В центрі знаходиться щит з хвилястими синіми лініями, та сонцем, що сходить над ними. Щит підтримують коза і лев. Нижче щита розташовані медаль і сувій з національним девізом («Єдність, Труд, Прогрес») французькою мовою.
Хвилясті лінії на щиті є символом озера Чад, сонце, що сходить — символізує новий початок. Коза ліворуч представляє північну частину нації, в той час як південна частина представлена левом. Орден в основі щита — медаль Чаду.
Також існує емблема Чаду представлена в чорно-білому варіанті.